# Реклінський Іван
Реклі́нський Іва́н (близько 1650 — перша половина 18 століття, Київ) — український гравер по дереву кінця 17 — початку 18 століття.
Між 1694—1724 роками працював у Києві. Серед його робіт: рамка до книги А. Радивиловського «ВЂнецъ Христовъ …» (1688), там само гравюра «Христос і книжники»; у «Псалтирі» (1690) «Потоплення фараона в морі»; рамка до «Служебника» (1692) з зображенням Успіння, Лаври і 5 святих; в «Акафістах» (1693) Богородиця з архангелами Михаїлом і Гавриїлом, Христос з Богородицею й Іоанном Предтечею; у «Псалтирі» (1708) цар Давид.